# وارن اوتس
وارن اوتس (انگلیسی: Warren Oates؛ ۵ ژوئیهٔ ۱۹۲۸ – ۳ آوریل ۱۹۸۲) هنرپیشه اهل ایالات متحده آمریکا بود. وی بین سال‌های ۱۹۵۶ تا ۱۹۸۲ میلادی فعالیت می‌کرد.
او بیشتر به‌خاطر ایفای نقش در فیلم‌هایی از سم پکینپا مانند این گروه خشن و سر آلفردو گارسیا را برایم بیاور معروف است.

## گزیده فیلمشناسی
- بر دشت مرتفع بتاز (۱۹۶۲)
- راندرز (فیلم ۱۹۶۵) (۱۹۶۵)
- تیراندازی (فیلم) (۱۹۶۶)
- به عصر سختی‌ها خوش آمدید (فیلم) (۱۹۶۷)
- در گرمای شب (فیلم) (۱۹۶۷)
- تقسیم (۱۹۶۸)
- این گروه خشن (۱۹۶۹)
- لانتون میلز (۱۹۶۹)
- جاده آسفالت دوطرفه (۱۹۷۱)
- چندلر (فیلم) (۱۹۷۱)
- تام سایر (فیلم ۱۹۷۳) (۱۹۷۳)
- دزدی که برای شام آمد (۱۹۷۳)
- دیلینجر (فیلم ۱۹۷۳) (۱۹۷۳)
- زمین‌های لم‌یزرع (۱۹۷۳)
- سر آلفردو گارسیا را برایم بیاور (۱۹۷۴)
- طبل (فیلم ۱۹۷۶) (۱۹۷۶)
- ۱۹۴۱ (فیلم) (۱۹۷۹)
- راه‌راه (۱۹۸۱)
- مرز (فیلم ۱۹۸۲) (۱۹۸۲)
- رعد آبی (۱۹۸۳)
- دود اسلحه (۱۹۵۸–۱۹۶۷)
- دارای اسلحه - آماده سفر (۱۹۵۸٬۱۹۶۰)
- جانی رینگو (مجموعه تلویزیونی) (۱۹۶۰)
- بونانزا (۱۹۶۲)
- تسخیرناپذیران (۱۹۵۹) (۱۹۶۲)
- ویرجینیایی (۱۹۶۳–۱۹۶۶)
- فراری (مجموعه تلویزیونی) (۱۹۶۳)
- گمشده در فضا (مجموعه تلویزیونی ۱۹۶۵ تا ۱۹۶۸) (۱۹۶۵)
- سیمارون (۱۹۶۷)
- نیزه‌دار (۱۹۶۹–۱۹۷۰)